# Garzó Zsigmond
Garzó Zsigmond, Sigmund Garso, Garsó (Tiszavezseny, 1832. szeptember 17. – Bécs, 1915. március 8.) operaénekes (tenor), pedagógus.

## Életútja
Garzó János református prédikátor és Méhes Zsuzsanna fiaként született, 1832. szeptember 23-án keresztelték. Gentiluomonál tanult. 1850 és 1854 között a Nemzeti Színház kardalosa volt, majd 1855-től Aradon, később Kasselban lépett fel. A Nemzeti Színháznál 1858. június 19-én lépett föl először önállóan a »Mártha« opera Lyonel szerepében. »Csinos külsővel bír, a színpadon otthonos, hangja igen szép és kellemes, intonációja mindig helyes, de hangja kevés terjedelemmel, kevés horderővel bír«. (Pesti Napló.) Ez évben a frankfurti színház első énekesének szerződtette, később énektanár volt Brémában. Szakkönyvei is megjelentek 1884-ben, 1889-ben és 1911-ben.

## Fontosabb szerepei
- Lyonel (Flotow: Márta)
- Ernani (Verdi)